# Robert Riskin
Robert Riskin (* 30. März 1897 in New York; † 20. September 1955 in Beverly Hills, Kalifornien) war ein US-amerikanischer Drehbuch- und Theaterautor, sowie Filmproduzent und Filmregisseur.

## Leben
Robert Riskin begann seine Karriere im Alter von 17 Jahren, als er 1914 zwei selbst verfasste Theaterstücke, Bless You, Sister sowie Many a Slip am Broadway zur Aufführung bringen konnte. In den 1920er Jahren verblieb Riskin am Broadway, bis er zu Beginn der 1930er Jahre nach Hollywood zog. Hier nahm ihn 1931 Columbia Pictures unter Vertrag, und Regisseur Frank Capra unter seine Fittiche. Mit Capras Hilfe gelang es Riskin, zahlreiche seiner Theaterstücke in Drehbücher zu adaptieren und zu verfilmen, darunter 1931 sein Frühwerk Many a Slip.
1934 wurde Riskin erstmals für den Oscar nominiert. Sein Werk Lady für einen Tag wurde insgesamt in vier Kategorien nominiert. 1935 erhielt Riskin seinen einzigen Oscar für die Drehbuch-Adaption von Es geschah in einer Nacht. Insgesamt war Riskin bis 1939 viermal für den Oscar nominiert. 1937 stand er zum ersten und einzigen Mal als Regisseur des Musikfilms When You’re in Love hinter der Kamera, und „dirigierte“ dabei Schauspielgrößen wie Cary Grant oder Grace Moore.
1941 kündigte Riskin seinen Vertrag bei Columbia und gründete zusammen mit Capra die Gesellschaft Frank Capra Production. Ihr erster Film wurde das Filmdrama Hier ist John Doe. Kurz danach musste Riskin als Soldat in den Zweiten Weltkrieg ziehen. Er wurde im United States Office of War Information eingesetzt, dem die Aufgabe zufiel, Propagandafilme zu produzieren, in denen der American Way of Life dargestellt wurde. Diese Filme sollten danach in den von den Alliierten befreiten Gebieten gezeigt werden.
Noch während seiner Verpflichtung bei der US Army heiratete Robert Riskin am 23. August 1942 die durch King Kong und die weiße Frau bekannt gewordene Schauspielerin Fay Wray. Mit Wray hatte er zwei leibliche Kinder, Sohn Robert und Tochter Victoria, die zwischen 2001 und 2002 Direktorin der Writers Guild of America war. Außerdem adoptierte er 1942 die vierjährige Susan, nachdem ihr Vater Suizid begangen hatte.
In den letzten Jahren seines Lebens konnte Riskin nur mäßig an den frühen Erfolg anknüpfen. 1951 schrieb er in Zusammenarbeit mit Liam O’Brien das Drehbuch zu Hochzeitsparade und wurde 1952 zum fünften Mal für den Oscar nominiert. Sein älterer Bruder, Everett Riskin (1895–1982) war als Filmproduzent zweimal für den Oscar nominiert.
Robert Riskin erlitt 1950 einen Schlaganfall, von dem er sich nie wieder erholte. Seine Frau Fay Wray kümmerte sich daraufhin als Krankenpflegerin um ihren Mann, der im September 1955 im Alter von 58 Jahren an den Komplikationen des Schlaganfalls verstarb.

## Filmografie
Drehbuch
- 1931: Vor Blondinen wird gewarnt (Platinum Blonde)
- 1931: Illicit
- 1932: Der Tag, an dem die Bank gestürmt wurde (American Madness)
- 1932: Unbescholten (Virtue)
- 1932: Das Rätsel einer Nacht (The Night Club Lady)
- 1933: Lady für einen Tag (Lady for a Day)
- 1934: Es geschah in einer Nacht (It Happened One Night)
- 1934: Broadway Bill
- 1935: Stadtgespräch (The Whole Town’s Talking)
- 1936: Mr. Deeds geht in die Stadt (Mr. Deeds Goes to Town)
- 1937: In den Fesseln von Shangri-La (Lost Horizon)
- 1938: Lebenskünstler (You Can’t Take It with You)
- 1941: Hier ist John Doe (Meet John Doe)
- 1945: Der dünne Mann kehrt heim (The Thin Man Goes Home)
- 1947: Fremde Stadt (Magic Town)
- 1950: Lach und wein mit mir (Riding High)
- 1950: Mister 880
- 1956: Ohne Liebe geht es nicht (You Can’t Run Away from It)

Literarische Vorlage
- 1931: The Miracle Woman
- 1933: Spätere Heirat ausgeschlossen (Ex-Lady)
- 1951: Hochzeitsparade (Here Comes the Groom)
- 2002: Mr. Deeds

Produktion
- 1939: Verrat im Dschungel (The Real Glory)
- 1939: Musik fürs Leben (They Shall Have Music)

## Auszeichnungen
- 1935: Oscar, Bestes adaptiertes Drehbuch für Es geschah in einer Nacht
  - 1934: Oscar-Nominierung, Bestes adaptiertes Drehbuch für Lady für einen Tag
  - 1937: Oscar-Nominierung, Bestes adaptiertes Drehbuch für Mr. Deeds geht in die Stadt
  - 1939: Oscar-Nominierung, Bestes adaptiertes Drehbuch für Lebenskünstler
  - 1952: Oscar-Nominierung, Beste Originalgeschichte für Hochzeitsparade (zusammen mit: Liam O’Brien)

- 1955: Writers Guild of America Award für sein Lebenswerk